# JavaBeans
Pour les articles homonymes, voir Beans.
JavaBeans est une technologie de composants logiciels écrits en langage Java.
La spécification JavaBeans de Oracle définit les composants de type JavaBeans comme « des composants logiciels réutilisables manipulables visuellement dans un outil de conception ».
Ils sont utilisés pour encapsuler plusieurs objets dans un seul objet : le « bean » (abréviation de coffee bean, soit « grain de café » en français). Le « bean » regroupe alors tous les attributs des objets encapsulés, et peut définir d'autres attributs si besoin. Ainsi, il représente une entité plus globale que les objets encapsulés de manière à répondre à un besoin métier.
En dépit de quelques similarités, les JavaBeans ne doivent pas être confondus avec les Enterprise JavaBeans (EJB), une technologie de composants côté serveur faisant partie de Java EE.

## Conventions JavaBeans
Un composant JavaBean est une simple classe Java qui respecte certaines conventions sur le nommage, la construction et le comportement des méthodes. Le respect de ces conventions rend possible l'utilisation, la réutilisation, le remplacement et la connexion de JavaBeans par des outils de développement.
Les conventions à respecter sont les suivantes :
- la classe doit être « Serializable » pour pouvoir sauvegarder et restaurer l'état d'instances de cette classe ;
- la classe doit posséder un constructeur sans paramètre (constructeur par défaut) ;
- les attributs privés de la classe (variables d'instances) doivent être accessibles publiquement via des méthodes accesseurs construit avec get ou set suivi du nom de l'attribut avec la première lettre capitalisée. Le couple d’accesseurs est appelé Propriété ;
- la classe ne doit pas être déclarée final.

Comme ces recommandations sont largement exprimées en tant que conventions et non pas par implémentation d'interfaces, les développeurs voient souvent les JavaBeans comme des Plain Old Java Objects (POJO) suivant certaines conventions de nommage. Cette vision des choses est trompeuse, car les JavaBeans supportent l'interception d'événements.

## Exemple de JavaBean
```
// PersonBean.java

public
 
class
 
PersonBean
 
implements
 
Serializable
 
{

    
private
 
String
 
name
;

    
private
 
boolean
 
major
;

    
// Constructeur par défaut (Ne prenant pas d'arguments).

    
public
 
PersonBean
()
 
{

    
}

    
public
 
String
 
getName
()
 
{

        
return
 
this
.
name
;

    
}

    
public
 
void
 
setName
(
String
 
name
)
 
{

        
this
.
name
 
=
 
name
;

    
}

    
/* Différentes sémantiques pour les booléens. (get vs is)

       Ici nous optons pour un préfixe is. */

    
public
 
boolean
 
isMajor
()
 
{

        
return
 
this
.
major
;

    
}

    
public
 
void
 
setMajor
(
boolean
 
major
)
 
{

        
this
.
major
=
 
major
;

    
}

}

```

```
// TestPersonBean.java

public
 
class
 
TestPersonBean
 
{

    
public
 
static
 
void
 
main
(
String
[]
 
args
)
 
{

        
PersonBean
 
person
 
=
 
new
 
PersonBean
();

        
person
.
setName
(
"Bob"
);

        
person
.
setMajor
(
true
);

        
// Affichage : "Bob [majeur]"

        
System
.
out
.
print
(
person
.
getName
());

        
System
.
out
.
println
(
person
.
isMajor
()
 
?
 
" [majeur]"
 
:
 
" [mineur]"
);

    
}

}

```

## Adoption
Les bibliothèques graphiques de Java (AWT, Swing et SWT) utilisent les conventions JavaBeans pour leurs composants, ce qui permet aux éditeurs graphiques comme Eclipse de maintenir une hiérarchie de composants et de fournir un accès à leurs attributs via les accesseurs et mutateurs.